# Kammühle
Kammühle ist ein Gemeindeteil des Marktes Thalmässing im Landkreis Roth (Mittelfranken, Bayern). Kammühle liegt in der Gemarkung Lohen.

## Geographische Lage
Die Einöde liegt im Norden des Naturparks Altmühltal nordöstlich von Thalmässing am Eichelbach, einem rechten Zufluss der Schwarzach. Die Kammühle liegt an der parallel zur Bundesautobahn 9 und zur ICE-Strecke Ingolstadt-Nürnberg östlich verlaufenden Staatsstraße 2391 zwischen Untermässing im Süden und Lohen im Norden.

## Ortsnamensdeutung
Bei Kammühlen handelt es sich um einen Mühlentyp, bei dem das Wasser auf das vertikale Wasserrad fließt und die Kraftübertragung durch ein Kammrad auf die senkrechte Welle des Mühlsteines geschieht.

## Geschichte
Die ursprünglich eichstättische Mühle unterstand dem pfalz-neuburgischen Pflegamt Hilpoltstein. 1777 wurde die Mühle mit dem Amt Hilpoltstein Teil des Kurfürstentums Pfalz-Bayern.
Im Königreich Bayern (1806) kam die Kammühle mit dem Kirchdorf Lohen 1808 in den Steuerdistrikt Weinsfeld, 1810 in den Steuerdistrikt Offenbau. Mit dem Gemeindeedikt von 1818 wurde Lohen mit der Mühle eine eigene Ruralgemeinde. Seit 1803 im Landgericht Hilpoltstein, kam die Gemeinde Lohen und damit die Kammühle in das Landgericht Raitenbuch und 1812 in das Landgericht Greding.
1820/1823 bestand die Einöde bzw. der Weiler aus einem, 1904 aus zwei, 1950/1952 aus drei Anwesen/Häuser.
Für 1831 wird berichtet, dass die Mühle über zwei Mahlgänge verfügte. 1875 hielt die Müllerfamilie in ihrer Ökonomie zwei Pferde und sieben Stück Rindvieh.
Im Zuge der Gemeindegebietsreform wurde die Gemeinde Lohen mit Kammühle – heute ein Reiterhof – zum 1. Januar 1972 nach Thalmässing im Landkreis Roth eingegliedert. 2013 wurde die marod gewordene steinerne Brücke über den Eichelbach zur Kammühle durch einen Stahl-Wellblechdurchlass ersetzt.

### Einwohnerentwicklung
- 1818: 8 (1 „Feuerstelle“, 1 Familie)[15]
- 1823: 8 (1 Anwesen)[9]
- 1840: 8 (1 Haus, 1 Familie)[16]
- 1871: 9 (4 Gebäude)[17]
- 1900 und 1936: 6 (2 Wohngebäude)[18]
- 1950: 18 (3 Häuser)[9]
- 1961: 10 (1 Wohngebäude)[19]
- 1970: 9[20]
- 2015: 4[21]